# World Badminton Grand Prix 1992
Der World Badminton Grand Prix 1992 war die 10. Auflage des World Badminton Grand Prix. Zum Abschluss der Serie fand ein Finale statt.

## Die Sieger
| Veranstaltung       | Herreneinzel           | Dameneinzel              | Herrendoppel                         | Damendoppel                            | Mixed                              |
| ------------------- | ---------------------- | ------------------------ | ------------------------------------ | -------------------------------------- | ---------------------------------- |
| Chinese Taipei Open | Ardy Wiranata          | Yuliani Santosa          | Cheah Soon Kit Soo Beng Kiang        | Gil Young-ah Shim Eun-jung             | Pär-Gunnar Jönsson Maria Bengtsson |
| Japan Open          | Ardy Wiranata          | Susi Susanti             | Chen Kang Chen Hongyong              | Chung So-young Hwang Hye-young         | Thomas Lund Pernille Dupont        |
| Korea Open          | Wu Wenkai              | Tang Jiuhong             | Kim Moon-soo Park Joo-bong           | Chung So-young Hwang Hye-young         | Thomas Lund Pernille Dupont        |
| Swiss Open          | Joko Suprianto         | Astrid van der Knaap     | Jan-Eric Antonsson Stellan Österberg | Maria Bengtsson Catrine Bengtsson      | Mikael Rosén Maria Bengtsson       |
| Swedish Open        | Poul-Erik Høyer Larsen | Tang Jiuhong             | Chen Hongyong Chen Kang              | Yao Fen Lin Yanfen                     | Pär-Gunnar Jönsson Maria Bengtsson |
| All England         | Liu Jun                | Tang Jiuhong             | Rudy Gunawan Eddy Hartono            | Yao Fen Lin Yanfen                     | Thomas Lund Pernille Dupont        |
| Finnish Open        | Poul-Erik Høyer Larsen | Pernille Nedergaard      | Peter Axelsson Pär-Gunnar Jönsson    | Lisbet Stuer-Lauridsen Marlene Thomsen | Jan Paulsen Fiona Smith            |
| Malaysia Open       | Rashid Sidek           | Huang Hua                | Cheah Soon Kit Soo Beng Kiang        | Lim Xiaoqing Christine Magnusson       | Thomas Lund Pernille Dupont        |
| Indonesia Open      | Ardy Wiranata          | Ye Zhaoying              | Rudy Gunawan Eddy Hartono            | Erma Sulistianingsih Rosiana Tendean   | Pär-Gunnar Jönsson Maria Bengtsson |
| Canada Open         | Ahn Jae-chang          | Hisako Mizui             | Cheah Soon Kit Soo Beng Kiang        | Pernille Dupont Lotte Olsen            | Thomas Lund Pernille Dupont        |
| Singapur Open       | Zhao Jianhua           | Ye Zhaoying              | Chen Kang Chen Hongyong              | Gillian Clark Gillian Gowers           | Pär-Gunnar Jönsson Maria Bengtsson |
| US Open             | Poul-Erik Høyer Larsen | Lim Xiaoqing             | Cheah Soon Kit Soo Beng Kiang        | Lim Xiaoqing Christine Magnusson       | Thomas Lund Pernille Dupont        |
| Dutch Open          | Hermawan Susanto       | Sarwendah Kusumawardhani | Tan Kim Her Yap Kim Hock             | Anne Mette Bille Marianne Rasmussen    | Dave Wright Sara Sankey            |
| China Open          | Hermawan Susanto       | Yao Yan                  | Ricky Subagja Rexy Mainaky           | Yao Fen Lin Yanfen                     | Aryono Miranat Eliza Nathanael     |
| Hong Kong Open      | Wu Wenkai              | Bang Soo-hyun            | Ricky Subagja Rexy Mainaky           | Nong Qunhua Zhou Lei                   | Lee Sang-bok Gil Young-ah          |
| German Open         | Alan Budikusuma        | Susi Susanti             | Jon Holst-Christensen Thomas Lund    | Christine Magnusson Lim Xiaoqing       | Thomas Lund Pernille Dupont        |
| Denmark Open        | Darren Hall            | Susi Susanti             | Thomas Lund Jon Holst-Christensen    | Lim Xiaoqing Christine Magnusson       | Thomas Lund Pernille Dupont        |
| Thailand Open       | Joko Suprianto         | Susi Susanti             | Ricky Subagja Rexy Mainaky           | Nong Qunhua Zhou Lei                   | Aryono Miranat Eliza Nathanael     |
| Scottish Open       | Pontus Jäntti          | Lim Xiaoqing             | Peter Axelsson Pär-Gunnar Jönsson    | Lim Xiaoqing Christine Magnusson       | Jan-Eric Antonsson Astrid Crabo    |
| Grand Prix Finale   | Rashid Sidek           | Susi Susanti             | Ricky Subagja Rexy Mainaky           | Lin Yanfen Yao Fen                     | Thomas Lund Pernille Dupont        |